# Thindia
Thindia — рід грибів родини Sarcoscyphaceae. Назва вперше опублікована 1971 року.

## Класифікація
До роду Thindia відносять 1 вид:
- Thindia cupressi